# Naoki Tatsuta
Naoki Tatsuta (龍田 直樹 (também escrito como 竜田 直樹), Tatsuta Naoki) é um seiyū nascido em 8 de setembro de 1950 em Naga, Wakayama, Japão. Ele é empregado pela agência de talentos Aoni Production.
Ele é mais conhecido pelos papéis de Buta Gorilla (Kiteretsu Daihyakka), Daima Jin (High School! Kimengumi), Oolong (Dragon Ball) e Sokolov (Metal Gear Solid 3: Snake Eater). Também fez papel de Suneo Doraemon (1979), quando Kaneta Kimotsuki estava doente.